# バローチ人
バローチ人（バローチじん、英語: Baloch, バローチー語: بلوچ, ローマ字表記Balōč; or Baluch）は、主にパキスタン、イラン、アフガニスタンのバルーチスターン域に居住するイラン系民族である。インドやアラビア半島など近隣にも四散したバローチ人のコミュニティがある。
大イランの南東に居住するにもかかわらず、主に、西イラン語群に属すバローチー語を話す。バローチ人の総人口の約50％はパキスタン西部の州であるバルーチスターン州に住んでいる。バローチ人の人口の40％はシンド州に定住し、かなりの数のバローチ人がパキスタンのパンジャブに住んでいる。 彼らはパキスタンの人口のほぼ3.6％、イランの人口の約2％（150万人）、そしてアフガニスタンの人口の約2％を占めている。

## 遺伝子
バローチ人のY染色体ハプログループは、Grugni et al.（2012）の研究では、ハプログループJが最も高い頻度（41.6%）を示し、R1a（25%）、L（16.6%）、R1*（R1a,R1bを除く）、Q、E、Gがそれぞれ4.2%を占めるという結果が得られた。一方、2006年に行われた別の研究では、R1a（28%）、L（24%）、J（16%） 、R2（12%）、R1b（8%）、E（8%）、H（4%）といった構成が報告されている。

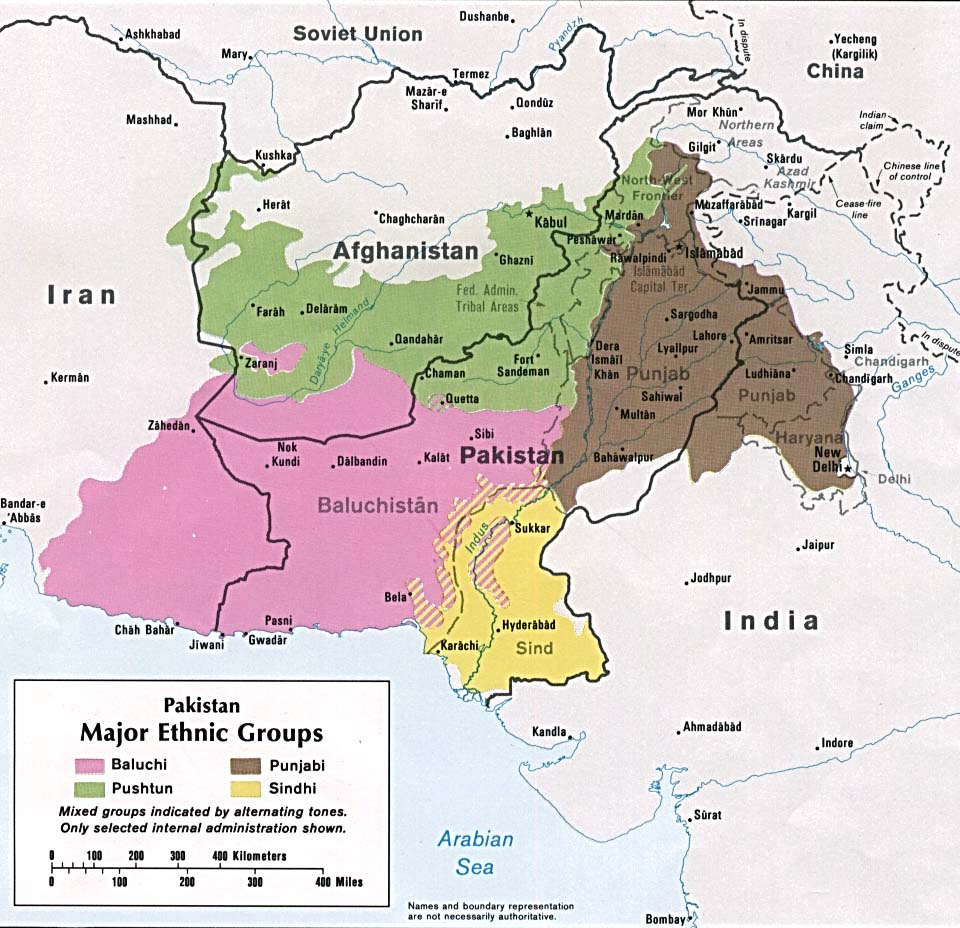
バローチ人の住む地域こと、バルーチスタン（桃色）